# 이동근 (1939년)
이동근(1939년 5월 1일~2010년 3월 8일)은 대한민국의 정치인이다. 제13·14대 국회의원을 지냈다.

## 역대 선거 결과
|  | 19.68% |

|  | 19.3% |

|  | 29.2% |